# جيرو دي سيسيليا 2022
جيرو دي سيسيليا 2022 (بالإيطالية: Giro di Sicilia 2022) هو سباق دراجات هوائية من فئة سباق المرحلة، وهو الموسم السادس والعشرين من جيرو دي سيسيليا، وأقيم خلال الفترة من 12 أبريل 2022، وحتى 15 أبريل 2022، وشارك فيه 129 متسابقاً ووصل إلى نهايته 91 متسابقاً.
فاز بالمركز الأول داميانو كاروسو، وبالمركز الثاني ألكساندر سيبيدا، وبالمركز الثالث لويس مينتيس، وفاز داميانو كاروسو في ترتيب النقاط، وكان الفائز حسب النقاط للشباب ألكساندر سيبيدا، وكان الفائز في تصنيف الجبال Stefano Gandin ‏، وفاز فريق أستانا في ترتيب الفرق.

## الفرق
| فرق عالمية (3)- Astana Qazaqstan Team - Intermarché-Wanty-Gobert Matériaux - Trek-Segafredo فرق برو (4)- Bardiani-CSF-Faizanè - درون هوبر-أندروني جوكاتولي 2022 ‏ - فريق إيولو كوميت لركوب الدراجات 2022 ‏ - Human Powered Health فرق قارية (11)- Biesse–Carrera ‏ - Colombia Potencia de la Vida–Strongman ‏ - Bahrain Victorious Development Team ‏ - D'Amico–UM Tools ‏ - إي أف إديوكيشن - نيبو تيم 2022 ‏ - جيوتي فيكتوريا سافيني ديو 2022 ‏ - MG.K vis Colors for Peace ‏ - Team Solution Tech–Vini Fantini ‏ - Q36.5 Continental Team ‏ - Sam–Vitalcare–Dynatek ‏ - Zalf Euromobil Fior ‏ فريق وطني- فريق إيطاليا لركوب الدراجات للرجال 2022 ‏ |  |
| |  |

## المراحل
| قائمة المراحل | قائمة المراحل | قائمة المراحل                    | قائمة المراحل      | قائمة المراحل | قائمة المراحل    | قائمة المراحل    |
| المرحلة       | التاريخ       | الدورة                           |                    | المسافة (كم)  | الفائز بالمرحلة  | القائد العام     |
| ------------- | ------------- | -------------------------------- | ------------------ | ------------- | ---------------- | ---------------- |
| مرحلة 1       | 12 أبريل      | ميلاتسو – باغيريا                | مرحلة مستوية       | 199           | ماتيو مالوسيلي   | ماتيو مالوسيلي   |
| مرحلة 2       | 13 أبريل      | بالما دي مونتيكارو – قلعة النساء | مرحلة جبلية متوسطة | 152           | داميانو كاروسو   | داميانو كاروسو   |
| مرحلة 3       | 14 أبريل      | ريالمونتي – بياتسا أرميرينا      | مرحلة جبلية متوسطة | 171           | Fran Miholjević ‏ | Fran Miholjević ‏ |
| مرحلة 4       | 15 أبريل      | راغالنا – جبل إتنا               | مرحلة جبلية        | 140           | داميانو كاروسو   | داميانو كاروسو   |

## النتيجة

### مرحلة 1
هي مرحلة بسيطة، أقيمت في 12 أبريل 2022، وامتدّت لمسافة 199 كيلومتر. فاز بالمرحلة ماتيو مالوسيلي، وكان متصدر الترتيب العام في نهاية المرحلة ماتيو مالوسيلي.
| التصنيف العام         | التصنيف العام      | التصنيف العام   | التصنيف العام                            | التصنيف العام |
| العداء                | العداء             | البلد           | الفريق                                   | الوقت         |
| --------------------- | ------------------ | --------------- | ---------------------------------------- | ------------- |
| 1                     | ماتيو مالوسيلي     | إيطاليا         | فريق إيطاليا لركوب الدراجات للرجال 2022 ‏ | 4 س 21 د 26 ث |
| 2                     | ماتيو موشيتي       | إيطاليا         | تريك سيغافريدو                           | + 4 ث         |
| 3                     | Filippo Fiorelli ‏  | إيطاليا         | Bardiani CSF Faizanè                     | + 6 ث         |
| 4                     | Alejandro Ropero ‏  | إسبانيا         | إيولو كوميت ‏                             | + 7 ث         |
| 5                     | إيطاليا            | Biesse–Carrera ‏ | + 9 ث                                    |               |
| 6                     | Alessandro Fedeli ‏ | إيطاليا         | فريق إيطاليا لركوب الدراجات للرجال 2022 ‏ | + 10 ث        |
| 7                     | داميانو كاروسو     | إيطاليا         | فريق إيطاليا لركوب الدراجات للرجال 2022 ‏ | + 10 ث        |
| 8                     | David Martin ‏      | إسبانيا         | إيولو كوميت ‏                             | + 10 ث        |
| 9                     | جيربن تايسن ‏       | بلجيكا          | Intermarché-Wanty-Gobert Matériaux       | + 10 ث        |
| 10                    | Pier-André Côté ‏   | كندا            | Human Powered Health                     | + 10 ث        |
| مصدر: ProCyclingStats |                    |                 |                                          |               |

### مرحلة 2
هي مرحلة جبلية متوسطة، أقيمت في 13 أبريل 2022، وامتدّت لمسافة 152 كيلومتر. فاز بالمرحلة داميانو كاروسو، وكان متصدر الترتيب العام في نهاية المرحلة داميانو كاروسو.
| التصنيف العام         | التصنيف العام      | التصنيف العام                           | التصنيف العام                            | التصنيف العام |
| العداء                | العداء             | البلد                                   | الفريق                                   | الوقت         |
| --------------------- | ------------------ | --------------------------------------- | ---------------------------------------- | ------------- |
| 1                     | داميانو كاروسو     | إيطاليا                                 | فريق إيطاليا لركوب الدراجات للرجال 2022 ‏ | 8 س 06 د 44 ث |
| 2                     | فينتشينزو نيبالي   | إيطاليا                                 | Astana Qazaqstan Team                    | + 4 ث         |
| 3                     | دومينيكو بوزوفيفو  | إيطاليا                                 | Intermarché-Wanty-Gobert Matériaux       | + 6 ث         |
| 4                     | Filippo Fiorelli ‏  | إيطاليا                                 | Bardiani CSF Faizanè                     | + 9 ث         |
| 5                     | كيني إليسوند       | فرنسا                                   | تريك سيغافريدو                           | + 10 ث        |
| 6                     | Alessandro Fedeli ‏ | إيطاليا                                 | فريق إيطاليا لركوب الدراجات للرجال 2022 ‏ | + 13 ث        |
| 7                     | Nicola Conci ‏      | إيطاليا                                 | فريق إيطاليا لركوب الدراجات للرجال 2022 ‏ | + 13 ث        |
| 8                     | ألكساندر سيبيدا    | الإكوادور                               | أندروني جوكاتولي-سيدرمك ‏                 | + 13 ث        |
| 9                     | كولومبيا           | Colombia Potencia de la Vida–Strongman ‏ | + 13 ث                                   |               |
| 10                    | فينتشنزو ألبانيز   | إيطاليا                                 | إيولو كوميت ‏                             | + 13 ث        |
| مصدر: ProCyclingStats |                    |                                         |                                          |               |

### مرحلة 3
هي مرحلة جبلية متوسطة، أقيمت في 14 أبريل 2022، وامتدّت لمسافة 171 كيلومتر. فاز بالمرحلة Fran Miholjević ‏، وكان متصدر الترتيب العام في نهاية المرحلة Fran Miholjević ‏.
| التصنيف العام         | التصنيف العام      | التصنيف العام                           | التصنيف العام                            | التصنيف العام  |
| العداء                | العداء             | البلد                                   | الفريق                                   | الوقت          |
| --------------------- | ------------------ | --------------------------------------- | ---------------------------------------- | -------------- |
| 1                     | Fran Miholjević ‏   | كرواتيا                                 | Bahrain Victorious Development Team ‏     | 13 س 01 د 14 ث |
| 2                     | داميانو كاروسو     | إيطاليا                                 | فريق إيطاليا لركوب الدراجات للرجال 2022 ‏ | + 18 ث         |
| 3                     | فينتشينزو نيبالي   | إيطاليا                                 | Astana Qazaqstan Team                    | + 22 ث         |
| 4                     | Filippo Fiorelli ‏  | إيطاليا                                 | Bardiani CSF Faizanè                     | + 23 ث         |
| 5                     | دومينيكو بوزوفيفو  | إيطاليا                                 | Intermarché-Wanty-Gobert Matériaux       | + 24 ث         |
| 6                     | كيني إليسوند       | فرنسا                                   | تريك سيغافريدو                           | + 28 ث         |
| 7                     | Alessandro Fedeli ‏ | إيطاليا                                 | فريق إيطاليا لركوب الدراجات للرجال 2022 ‏ | + 31 ث         |
| 8                     | Nicola Conci ‏      | إيطاليا                                 | فريق إيطاليا لركوب الدراجات للرجال 2022 ‏ | + 31 ث         |
| 9                     | ألكساندر سيبيدا    | الإكوادور                               | أندروني جوكاتولي-سيدرمك ‏                 | + 31 ث         |
| 10                    | كولومبيا           | Colombia Potencia de la Vida–Strongman ‏ | + 31 ث                                   |                |
| مصدر: ProCyclingStats |                    |                                         |                                          |                |

### مرحلة 4
هي مرحلة جبلية، أقيمت في 15 أبريل 2022، وامتدّت لمسافة 140 كيلومتر. فاز بالمرحلة داميانو كاروسو، وكان متصدر الترتيب العام في نهاية المرحلة داميانو كاروسو.

## التصنيف العام النهائي
| التصنيف العام         | التصنيف العام    | التصنيف العام                           | التصنيف العام                            | التصنيف العام  |
| العداء                | العداء           | البلد                                   | الفريق                                   | الوقت          |
| --------------------- | ---------------- | --------------------------------------- | ---------------------------------------- | -------------- |
| 1                     | داميانو كاروسو   | إيطاليا                                 | فريق إيطاليا لركوب الدراجات للرجال 2022 ‏ | 17 س 03 د 09 ث |
| 2                     | ألكساندر سيبيدا  | الإكوادور                               | أندروني جوكاتولي-سيدرمك ‏                 | + 29 ث         |
| 3                     | لويس مينتيس      | جنوب أفريقيا                            | Intermarché-Wanty-Gobert Matériaux       | + 29 ث         |
| 4                     | فينتشينزو نيبالي | إيطاليا                                 | Astana Qazaqstan Team                    | + 31 ث         |
| 5                     | كيني إليسوند     | فرنسا                                   | تريك سيغافريدو                           | + 1 د 17 ث     |
| 6                     | Nicola Conci ‏    | إيطاليا                                 | فريق إيطاليا لركوب الدراجات للرجال 2022 ‏ | + 2 د 29 ث     |
| 7                     | فينتشنزو ألبانيز | إيطاليا                                 | إيولو كوميت ‏                             | + 2 د 41 ث     |
| 8                     | كولومبيا         | Colombia Potencia de la Vida–Strongman ‏ | + 2 د 45 ث                               |                |
| 9                     | أندري زيتز       | كازاخستان                               | Astana Qazaqstan Team                    | + 2 د 52 ث     |
| 10                    | أنطونيو نيبالي   | إيطاليا                                 | Astana Qazaqstan Team                    | + 2 د 57 ث     |
| مصدر: ProCyclingStats |                  |                                         |                                          |                |

## وصلات خارجية
- الموقع الرسمي
- لمحة عن سباق جيرو دي سيسيليا 2022 على موقع  ProCyclingStats   (برو  سايكلنج  ستاتس) - إحصاءات  محترفي  الدراجات.
- جيرو دي سيسيليا 2022 على موقع إحصائيات الدراجات الإحترافية (الإنجليزية)